# Kristall (Zeitschrift)

Logo der Zeitschrift Kristall

Titelbild Kristall, gezeichnet von Helmuth Ellgaard (1958)

Kristall war eine als Nordwestdeutsche Hefte gegründete Hamburger Zeitschrift für den gebildeten Mittelstand aus dem Axel Springer Verlag. Sie erschien von 1946 bis 1966.

## Geschichte
Gegründet wurde die Zeitschrift 1946 als Nordwestdeutsche Hefte durch Axel Eggebrecht und Peter von Zahn im Auftrag des Nordwestdeutschen Rundfunks. Die beiden Chefredakteure des NWDR waren auch als Herausgeber der Zeitschrift eingetragen. Die britische Militärregierung bestand jedoch darauf, die Lizenz für das Presseorgan nur an einen privaten Verleger zu vergeben. Auf Empfehlung von Axel Eggebrecht und Peter von Zahn erhielt Axel Springer die Lizenz.
Die erste Ausgabe der Nordwestdeutschen Hefte erschien im April 1946. Die Monatszeitschrift bestand, wie ihr britisches Vorbild The Listener, vor allem aus dem Abdruck der politischen Rundfunkkommentare. Für Axel Springer entwickelte sich die Zeitschrift zu einem sehr lukrativen Geschäft, da er nur 1.000 Reichsmark pro Ausgabe an den Sender zu zahlen hatte, bei freier Lieferung des Inhaltes und Werbung durch den Rundfunk. Ende 1946 hatten die Nordwestdeutschen Hefte eine Auflage von 100.000 Exemplaren bei einem Verkaufspreis von einer Reichsmark erreicht. Da die Käufer der Zeitschrift über den Rundfunk gewonnen wurden, gründete Springer die Programmzeitschrift Hörzu, um dem Rundfunk eine hohe Zuhörerzahl zu sichern.
Auf Grund der Währungsreform im Juni 1948 und des Wegfalls der Papierkontingentierung veränderte sich die Zeitungslandschaft stark. Um mit der Konkurrenz mithalten zu können, trennte sich Springer von Eggebrecht, von Zahn und dem NWDR und benannte die sich im Niedergang befindende Zeitschrift im September 1948 in Kristall. Nordwestdeutsche Hefte für Unterhaltung und Wissen um. Kristall – der Zusatz fiel später weg – war eine unterhaltende und lockere Illustrierte mit einer Auflagenhöhe von knapp einer halben Million Exemplare.
Eduard Rhein war der erste Chefredakteur, und von 1949 bis 1956 übernahm der Journalist Ivar Lissner die Leitung von Kristall. Joachim Pierre Pabst war anschließend Chefredakteur. Die Illustrierte wurde ein Defizitgeschäft. Sie brachte auch keinen Gewinn, als Springer 1960 die beiden ehemaligen SS-Mitglieder und Mitarbeiter in der Propagandaabteilung des NS-Außenministeriums Horst Mahnke und Paul Karl Schmidt vom Spiegel zum Kristall holte. Paul Karl Schmidt veröffentlichte unter dem Pseudonym Paul Carell mit Unternehmen Barbarossa und Verbrannte Erde zwei sehr erfolgreiche Serien über den Krieg im Osten, in denen die Wehrmacht und ihre Generäle, insbesondere Erich von Manstein, heroisiert wurden. Schuld an der Niederlage hatte danach einzig und allein die Einmischung Hitlers in die Kriegführung. Verbrechen der Wehrmacht wurden nicht erwähnt. Die Serien erschienen sehr erfolgreich als Buchausgaben im Springer-eigenen Ullstein Verlag.
Weitere Serien, zum Beispiel mit dem Titel Das Leben Jesu oder zu anderen Themen, sollten neue Leser und regelmäßige Bezieher der Zeitschrift locken. Trotz dieser erfolgreichen Serien musste Kristall Ende 1966 aus wirtschaftlichen Gründen eingestellt werden, obwohl insbesondere Paul Carells Serien zu einem Wiederanstieg der Auflage beigetragen hatten und die Auflagenhöhe der Zeitschrift vor ihrer Einstellung immerhin knapp 400.000 Exemplare betrug.